# Berjou
Berjou é uma comuna francesa na região administrativa da Normandia, no departamento Orne. Estende-se por uma área de 8,75 km². Em 2010 a comuna tinha 470 habitantes (densidade: 53,7 hab./km²).